# Clan Campbell
Il Clan Campbell è stato uno dei più numerosi e potenti clan scozzesi. Capo del clan è il Duca di Argyll.

## Storia

### Origine
Le prime attestazioni dell'esistenza del Clan dei Campbell si trovano nella persona di Gilleasbaig di Menstrie (floruit 1260 circa), padre di Cailean Mór, dal quale si pensa si sia originato il nome del capo clan MacCailean Mór. L'epiteto kambel viene ricordato per la prima volta a ques'epoca. Ricostruzioni fantasiose hanno nei secoli fatto derivare il cognome della famiglia dal latino de Campo Bello, ma la fonte più accreditata farebbe derivare la parola da caimbeul, una parola irlandese o gaelica che significa "bocca storta", probabilmente per la caratteristica fisica dell'antenato più antico.
Riguardo ai primi antenati del Clan Campbell, vi è buona ragione di credere che i Campbells siano derivati Mac Duibne, legati alla figura mitologica di Diarmuid Ua Duibhne. È stato suggerito che i primi membri della famiglia fossero proprietari di terre attorno a Menstrie e Cowal, coinvolti nella ripartizione della Contea di Menteith nel 1213, e che Gilleasbaig potesse essere stato un uomo di fiducia di Muiredehach I, conte di Menteith. Le terre attorno al Loch Awe, che successivamente formeranno il cuore dei possedimenti della famiglia, non erano ancora un possesso famigliare a quest'epoca.
Il nome iniziò a divenire noto ad Argyll sul finire del XIII secolo, come una famiglia legata al Conte di Lennox, dal quale i Campbells ottennero le terre di Kintyre ed il famoso guerriero Cailean Mór (Grande Colin) ottenne il titolo di cavaliere (1280) e si stabilì a Loch Awe. Il fratello maggiore di Cailean Mór si stabilì a Strachur per formare la linea primogenita del Clan Campbell, i Campbell di Strachur appunto.
Tra il 1200 ed il 1500 i Campbells emersero come una delle famiglie più potenti della Scozia, dominando Argyll e dimostrandosi capaci di avere grandissima influenza anche su Edimburgo e sulle Ebridi e nell'area ovest delle Highlands.

### Le guerre per l'indipendenza scozzese
La famiglia di Colin Campbell divenne una delle principali sostenitrici del re Roberto I di Scozia e beneficiò di questa scelta con l'ottenimento di terre, titoli e ottimi matrimoni. I membri del clan vennero chiamati a combattere per i Bruce contro gli inglesi nella Battaglia di Bannockburn nel 1314 durante le Guerre d'indipendenza scozzesi. Durante il XIV secolo il Clan Campbell espanse rapidamente le proprie terre ed il proprio potere. Questo è parzialmente dovuto alla fedeltà mostrata da Sir Niall Campbell (Niall mac Caile), (m. 1315), per la causa di Roberto I di Scozia (the Bruce), una lealtà che gli venne ricompensata col matrimonio con la sorella del re, Mary.
La famiglia si associò quindi strettamente con la casa dei Bruce e con quella degli Stewart al tempo di Cailean Mór e di suo figlio Sir Niall mac Cailein. Cailean Mór venne ucciso in battaglia contro il Clan MacDougall, nemico dei Bruce e degli Stewart, e Sir Niall fu uno strenuo alleato del re Roberto I. La madre di Cailean Mór, Affrica di Carrick, era probabilmente prima cugina della madre del re Roberto, Marjorie, contessa di Carrick.

### Il XV secolo e le relazioni col re
I discendenti di Sir Duncan Campbell, I lord Campbell (Donnchadh) e di sua moglie lady Marjorie Stewart furono discendenti di Roberto I e Roberto II Stewart, re di Scozia. Lady Marjorie Stewart (n. 1390) era figlia di Robert Stewart, I duca di Albany, a sua volta figlio di Roberto II. Questo fece sì che tutti i discendenti di sir Duncan Campbell e di lady Marjorie Stewart siano discendenti di Roberto I e quindi dei primi re di Scozia.

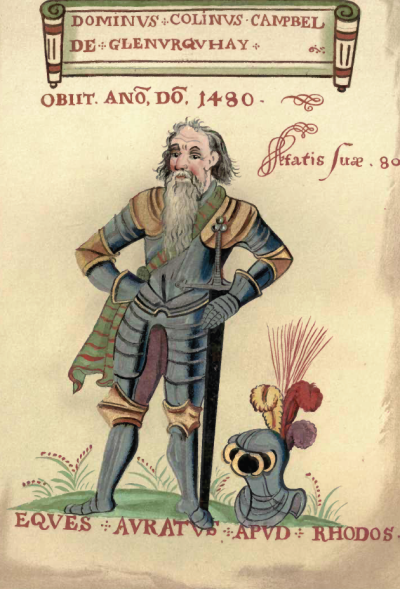
Colin Campbell di Glenorchy, m. 1480

Il primo lord Campbell venne creato nel 1445. Fu dal XV secolo che i Campbells iniziarono ad ottenere un ruolo prominente anche in politica. Il regno personale di Giacomo I di Scozia, vide il re lanciare un grande assalto politico agli Stewart di Albany ed ai loro alleati a ovest. Fortunatamente Duncan Campbell, I lord Campbell (Donnchadh), riuscì a fuggire mentre altri suoi compagni vennero uccisi.
Colin Campbell, I conte di Argyll (Cailean) venne nobilitato Conte di Argyll nel 1457 e successivamente divenne Barone di Lorn e gli vennero garantite le terre di Knapdale, segno dell'essere a capo di una delle principali forze della Scozia dell'epoca. Nel 1493 dopo l'abbandono del clan MacDonald al titolo di Lord of the Isles, i Campbell si videro come loro naturali successori nei termini di capi dei Gaelici delle Ebridi e delle Highlands occidentali. La signoria dei Campbell per questo rimase uno dei bastioni inespugnabili della cultura gaelica sino nell'epoca moderna in Scozia.
Nella Battaglia di Knockmary del 1490, gli uomini del Clan Campbell e del Clan Drummond unirono le loro forze per sconfiggere il Clan Murray. Questo atto divenne anche noto col nome di Massacro di Monzievaird.

### Il XVI secolo ed i conflitti tra clan
La Battaglia di Flodden ebbe luogo nel 1513, durante le Guerre anglo-scozzesi del XVI ed il Clan Cambpell, guidato da Archibald Campbell, II conte di Argyll combatterono al fianco del re Giacomo IV di Scozia contro i nemici inglesi. Gran parte dei più potenti conti di Scozia presero parte a questa battaglia al punto che talvolta essa è definita Carica dei Conti. Successivamente, durante le guerre anglo-scozzesi, il Clan Campbell fu tra le forze scozzesi che combatterono gli inglesi nella Battaglia di Pinkie Cleugh il 10 settembre 1547. Per via del gran numero di vite scozzesi perse quel 10 settembre, attualmente la giornata è nota col nome popolare di Black Saturday (Sabato nero).
Nel 1568 ebbe luogo la Battaglia di Langside e il capo del Clan Campbell, Archibald Campbell, V conte di Argyll, comandò in quell'occasione le forze che combatterono per Maria di Scozia contro quelle del reggente Moray, comandate da William Kirkcaldy di Grange.
Nel 1567 ebbe luogo un conflitto tra il Clan Campbell ed il Clan Arthur. Duncan MacArthur e suo figlio appartenevano alla famiglia MacArthur ed erano nel tempo divenuti gelosi del potere dei loro vicini di territorio. Negli archivi del Castello di Inveraray un documento datato al 1567 conferma che venne garantito il perdono ai Campell di Inverawe per aver offeso più volte il clan Arthur.
La Battaglia di Glenlivet ebbe luogo nel 1594 ed Archibald Campbell, VII conte di Argyll guidò le proprie forze assieme a quelle dei clan Stewart di Atholl, Forbes e della Chattan Confederation con il Clan Mackintosh contro quelle del Conte di Huntly che era supportato dal Clan Gordon, dal Clan Comyn e dal Clan Cameron.

### Il XVII secolo e la guerra civile

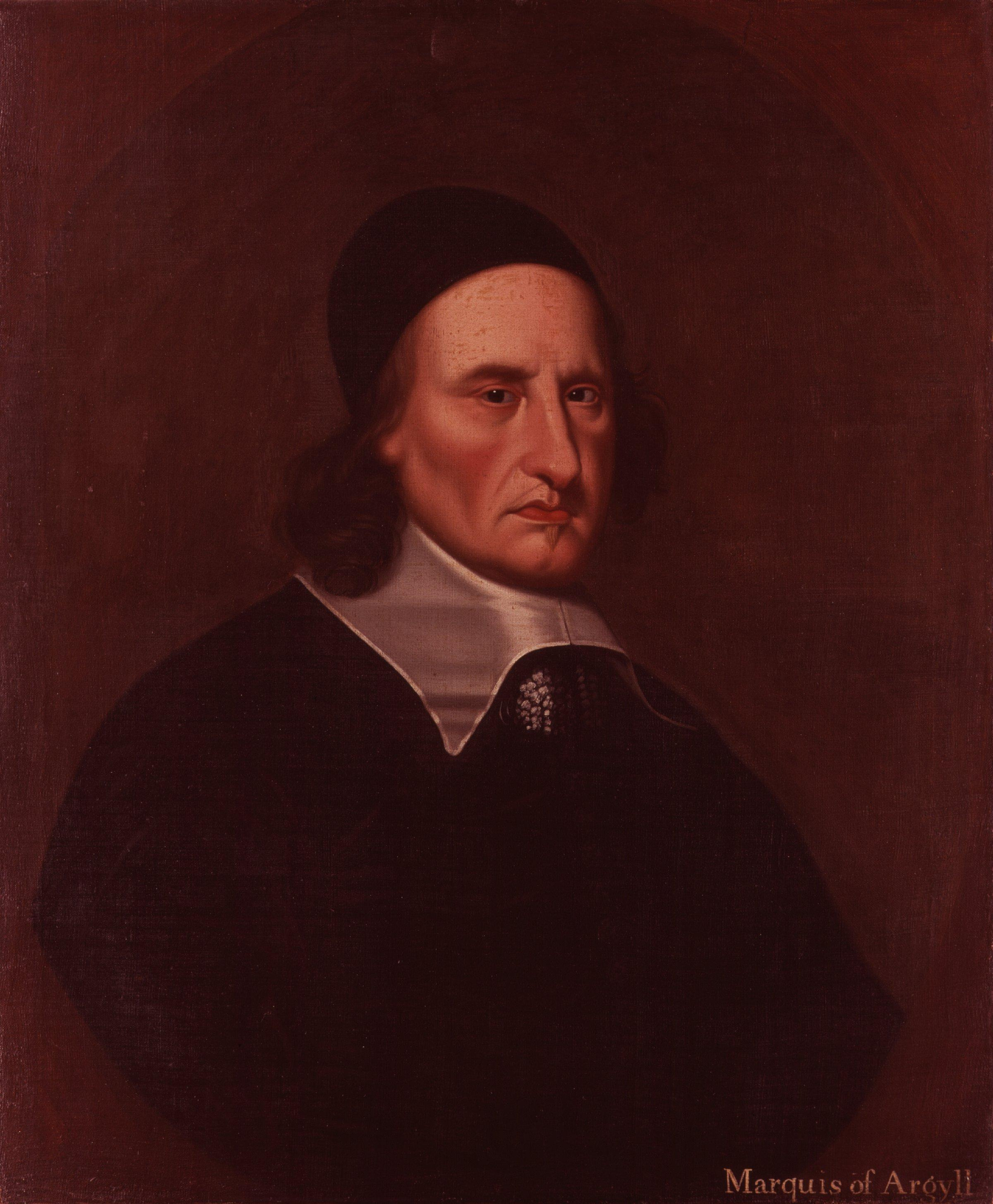
Archibald Campbell, I marchese di Argyll

Durante la Guerra Civile, il Clan Campbell combatté nelle file dei Covenanti. Nel 1644, il Clan Irvine, composto da strenui realisti, si trovò circondato da clan convenanti. Il Castello di Drum di proprietà degli Irvine venne saccheggiato il 2 maggio 1644 dal clan Campbell. A tal proposito un trono ligneo con i simboli del castello di Drum symbols, oggi al museo scozzese di Edimburgo, si crede sia stata presa proprio durante l'assedio del 1644 dai Campbell.
Alla Battaglia di Inverlochy del 1645, i convenanti di Argyll del Clan Campbell guidato da Archibald Campbell, I marchese di Argyll vennero sconfitti dalle forze realiste di James Graham, I marchese di Montrose composte prevalentemente dal Clan MacDonald, dal Clan MacLean e da altri alleati dei MacDonald provenienti dall'Irlanda. Dopo la battaglia di Inverlochy, il marchese di Montrose mosse assedio al Castello Campbell ma non fu in grado di battere i difensori del Clan Campbell e dovette ritirarsi. Durante questo stesso scontro, il Clan Lamont colse l'opportunità per razziare le terre dei Campbell. Ad ogni modo nel 1646 il Clan Campbell rispose al massacro del Clan Lamont con quello che divenne noto come massacro di Dunoon.
Nel 1647, le truppe del Clan Campbell, guidato da Stuart Campbell, attaccarono il Castello di Duart di proprietà del Clan MacLean, ma vennero sconfitti e scacciati dalle truppe realiste del Clan MacLean.
Nel 1648 alla Battaglia di Stirling le forze dei convenanti di Archibald Campbell, I marchese di Argyll vennero sconfitte dai realisti guidati da sir George Munro, I di Newmore che supportava il conte di Lanerick. Tra i morti del clan Campbell vi fu anche William Campbell di Glenfalloch, ucciso in azione.
Nel 1672 ebbe luogo una faida tra il Clan Campbell e il Clan Sinclair. I debiti avevano infatti forzato George Sinclair, VI Conte di Caithness a rinunciare ai suoi titoli e alle proprie proprietà in favore di sir John Campbell. I Campbell presero possesso dei possedimenti dei Sinclair nel maggio del 1676 e vennero creati conti di Caithness nel giugno dell'anno successivo. L'erede del defunto Sinclair, George Sinclair di Keiss disputò subito le proprie pretese ed assediò le terre dei Campbell nel 1678. A questo fece seguito la Battaglia di Altimarlech, 13 luglio 1680, tra gli uomini del Clan Campbell e quelli del Clan Sinclair, dal quale i Campbells emersero vittoriosi. La leggenda vuole che tanti Sinclairs vennero risparmiati quanti Campbells furono in grado di attraversare il fiume senza bagnarsi i piedi. Non essendo riuscito ad ottenere la propria eredità con la forza, il giovane Sinclair di Keiss si rivolse alla legge. Egli prese possesso del titolo di conte di Caithness il 15 luglio 1681 e le sue terre gli vennero restituite il 23 settembre di quell'anno. Campbell venne creato come compensazione delle perdite subite al titolo di Conte di Breadalbane.
Nel 1678 Archibald Campbell, IX conte di Argyll, figlio del marchese di Argyll, invase con successo le terre del Clan MacLean sull'Isola di Mull e sconfisse la guarnigione del Castello Duart. Archibald Campbell, IX conte di Argyll, venne impiccato il 30 giugno 1685 per la sua partecipazione alla Ribellione di Monmouth che mirava a deporre il re cattolico Giacomo II e a porre al suo posto il protestante Giacomo, duca di Monmouth. Successivamente nel 1691 il Castello Duart dovette arrendersi al Clan Campbell, capeggiato da Archibald Campbell, I duca di Argyll.
Nel 1692, 38 persone disarmate del Clan MacDonald di Glencoe vennero uccise nel Massacro di Glencoe quando un'iniziativa del governo per sopprimere i giacobiti coinvolse l'antica faida tra il Clan MacDonald ed il Clan Campbell.

### Le rivolte giacobite del XVIII secolo

#### Le rivolte giacobite dal 1715 al 1719
Durante le rivolte giacobite del XVIII secolo il Clan Campbell supportò il governo degli Hannover. Il 23 ottobre 1715 il capo John Campbell, II duca di Argyll venne a sapere che un distaccamento di ribelli stava per giungere nei pressi del Castello Campbell, nei pressi di Dunfermline. Egli inviò dunque un corpo di cavalleria che attaccò il gruppo facendo un gran numero di prigionieri con pochissime perdite. Un mese dopo le forze del governo britannico, tra cui degli uomini del Clan Campbell, combatterono e sconfissero i giacobiti nella Battaglia di Sheriffmuir del 1715. Ad ogni modo vi fu un piccolo gruppo di Campbells che presero le parti dei giacobiti e questi erano guidati dal figlio di un Campbell di Glenlyon il cui padre aveva avuto il comando delle truppe governative nel Massacro di Glencoe contro i MacDonalds 22 anni prima. Queste due famiglie ad ogni modo decisero di seppellire l'ascia di guerra e combatterono fianco a fianco nella battaglia di Sheriffmuir. Così le forze britanniche guidate da John Campbell, duca di Argyll sconfissero i giacobiti.

#### IlBlack Watch

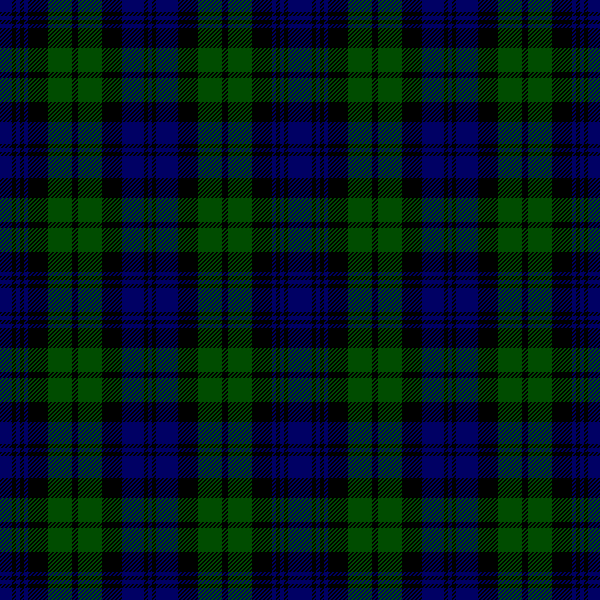
Il tartan dei Campbell, oggi è quello in uso dalla "Black Watch" il 3º reggimento di fanteria scozzese

Nel 1725, vennero formate sei compagnie indipendenti dei Black Watch: tre dal Clan Campbell, una dal Clan Fraser, una dal Clan Munro e una dal Clan Grant. Queste compagnie, conosciute col nome tradizionale di Reicudan Dhu o in inglese moderno Black Watch, si caricarono della natura partigiana del popolo scozzese e dell'istinto guerresco degli highlanders tradizionali, venendo autorizzati ad indossare anche in battaglia il kilt e il cappello di pelo di orso nero come da tradizione. Il reggimento di linea venne ufficialmente fondato nel 1739 col nome di 43rd Highland Regiment of Foot al comando di John Lindsay, XX conte di Crawford, ed ebbe il suo battesimo del fuoco per la prima volta nel 1740 a Aberfeldy. Nel maggio del 1740, quando le compagnie indipendenti andarono a formare un reggimento unico, sir Robert Munro, VI baronetto di Foulis venne nominato tenente colonnello e John Lindsay, XX conte di Crawford al ruolo di colonnello. Il reggimento da allora divenne ufficialmente noto come 43rd Highland Regiment of Foot ed ancora oggi adotta il tartan dei Campbell per i propri kilt, a ricordare il clan che pose ben tre compagnie delle sei originarie.

#### Le rivolte giacobite dal 1745 al 1746
Durante le rivolte giacobite del 1745 e 1746, il Clan Campbell continuò a fornire il proprio supporto al governo inglese. Il clan combatté contro i ribelli giacobiti nella Battaglia di Falkirk dove le forze governative vennero sconfitte. Ad ogni modo, poco dopo il Clan Campbell fu vittorioso nell'Assedio di Fort William dove i giacobiti non poterono difendersi di fronte all'onda d'urto dei Campbells.
Poco dopo alcuni uomini del Clan Campbell che avevano formato il Loudon's Highlanders Regiment contribuirono alla sconfitta finale dei giacobiti nella Battaglia di Culloden del 1746.

## Castelli e residenze

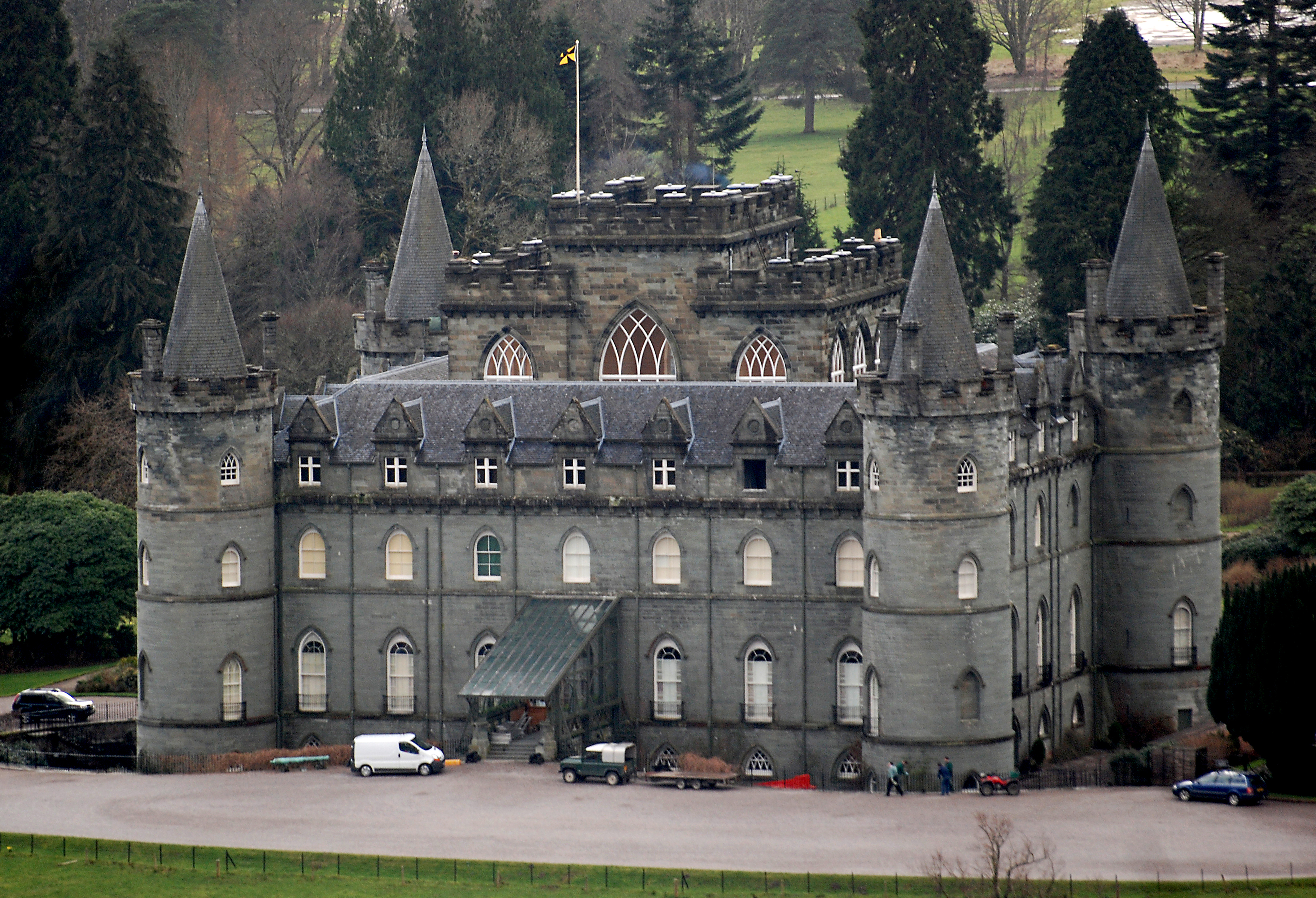
Castello di Inveraray, sede del Duca di Argyll, capo del Clan Campbell.

- Castello di Inveraray a Argyll attuale sede del capo del Clan Campbell.
- Castello Castle o Castle Gloom fu la sede storica del Clan Campbell sino al 1654 quando si spostò al Castello di Inveraray.
- Innis Chonnell uno dei primi castelli del Clan Campbell.
- Castello di Kilchurn fu sede dei Campbell di Glenorchy e Breadalbane, un ramo del clan
- Castello di Edinample fu sede dei Campbell di Glenorchy, un ramo del clan.
- Castello di Finlarig fu sede dei Campbell di Breadalbane, ramo del clan.
- Castello di Saddell proprietà dei Campbells dalla fine del XVII secolo.
- Castello di Torosay, costruito da John Campbell di Possil nel 1858.
- Castello di Taymouth, costruito dai Campbells di Breadalbane nel XIX secolo.
- Castello di Sween garantito a Colin Campbell nel 1481 quando divenne primo conte di Argyll. Venne preso dai MacDonalds nel 1647.
- Castello di Dunoon, nel 1334, Colin Campbell venne nominato castellano del castello di Dunoon.
- Castello di Achallader, sede di sir Duncan Campbell di Glen Orchy acquistata nel 1587.
- Castello di Carnasserie, appartenente al Clan Campbell sin dal XVI secolo.
- Castello di Kilmartin.
- Castello di Ardkinglas.
- Castello di Auchenbreck, oggi smantellato ma fatto costruire dai Campbells di Auchinbreck.

## Genealogia
|                |                |                |                |                |                |  |  |  |  |                                            |                                            |                                            |                                            |                                            |                                            |  |  |                          |                          |                          |                          |                          |                          | Colin                                |                                      |                                      |                                      |                                      |                                      |                 |                 |                 |                 |                 |                 |  |  |                |                |                |                |                         |                         |                         |                         |                         |                         |                  |                  |                  |                  |  |  |  |  |  |  |  |  |  |  |  |  |  |  |  |  |  |  |  |  |  |  |  |  |
|                |                |                |                |                |                |  |  |  |  |                                            |                                            |                                            |                                            |                                            |                                            |  |  |                          |                          |                          |                          |                          |                          |                                      |                                      |                                      |                                      |                                      |                                      |                 |                 |                 |                 |                 |                 |  |  |                |                |                |                |                         |                         |                         |                         |                         |                         |                  |                  |                  |                  |  |  |  |  |  |  |  |  |  |  |  |  |  |  |  |  |  |  |  |  |  |  |  |  |
|                |                |                |                |                |                |  |  |  |  |                                            |                                            |                                            |                                            |                                            |                                            |  |  |                          |                          |                          |                          |                          |                          | Duncan †1453                         |                                      |                                      |                                      |                                      |                                      |                 |                 |                 |                 |                 |                 |  |  |                |                |                |                |                         |                         |                         |                         |                         |                         |                  |                  |                  |                  |  |  |  |  |  |  |  |  |  |  |  |  |  |  |  |  |  |  |  |  |  |  |  |  |
|                |                |                |                |                |                |  |  |  |  |                                            |                                            |                                            |                                            |                                            |                                            |  |  |                          |                          |                          |                          |                          |                          |                                      |                                      |                                      |                                      |                                      |                                      |                 |                 |                 |                 |                 |                 |  |  |                |                |                |                |                         |                         |                         |                         |                         |                         |                  |                  |                  |                  |  |  |  |  |  |  |  |  |  |  |  |  |  |  |  |  |  |  |  |  |  |  |  |  |
|                |                |                |                |                |                |  |  |  |  |                                            |                                            |                                            |                                            |                                            |                                            |  |  |                          |                          |                          |                          |                          |                          | Colin 1433ca.-1493                   |                                      |                                      |                                      |                                      |                                      |                 |                 |                 |                 |                 |                 |  |  |                |                |                |                |                         |                         |                         |                         |                         |                         |                  |                  |                  |                  |  |  |  |  |  |  |  |  |  |  |  |  |  |  |  |  |  |  |  |  |  |  |  |  |
|                |                |                |                |                |                |  |  |  |  |                                            |                                            |                                            |                                            |                                            |                                            |  |  |                          |                          |                          |                          |                          |                          |                                      |                                      |                                      |                                      |                                      |                                      |                 |                 |                 |                 |                 |                 |  |  |                |                |                |                |                         |                         |                         |                         |                         |                         |                  |                  |                  |                  |  |  |  |  |  |  |  |  |  |  |  |  |  |  |  |  |  |  |  |  |  |  |  |  |
|                |                |                |                |                |                |  |  |  |  |                                            |                                            |                                            |                                            |                                            |                                            |  |  |                          |                          |                          |                          |                          |                          | Gillespie Archibald †1513            |                                      |                                      |                                      |                                      |                                      |                 |                 |                 |                 |                 |                 |  |  |                |                |                |                |                         |                         |                         |                         |                         |                         |                  |                  |                  |                  |  |  |  |  |  |  |  |  |  |  |  |  |  |  |  |  |  |  |  |  |  |  |  |  |
|                |                |                |                |                |                |  |  |  |  |                                            |                                            |                                            |                                            |                                            |                                            |  |  |                          |                          |                          |                          |                          |                          |                                      |                                      |                                      |                                      |                                      |                                      |                 |                 |                 |                 |                 |                 |  |  |                |                |                |                |                         |                         |                         |                         |                         |                         |                  |                  |                  |                  |  |  |  |  |  |  |  |  |  |  |  |  |  |  |  |  |  |  |  |  |  |  |  |  |
|                |                |                |                |                |                |  |  |  |  |                                            |                                            |                                            |                                            |                                            |                                            |  |  |                          |                          |                          |                          |                          |                          |                                      |                                      |                                      |                                      |                                      |                                      |                 |                 |                 |                 |                 |                 |  |  |                |                |                |                |                         |                         |                         |                         |                         |                         |                  |                  |                  |                  |  |  |  |  |  |  |  |  |  |  |  |  |  |  |  |  |  |  |  |  |  |  |  |  |
|                |                |                |                |                |                |  |  |  |  |                                            |                                            |                                            |                                            |                                            |                                            |  |  |                          |                          |                          |                          |                          |                          | Colin 1486ca.-1529                   | Colin 1486ca.-1529                   | Colin 1486ca.-1529                   | Colin 1486ca.-1529                   | Colin 1486ca.-1529                   | Colin 1486ca.-1529                   |                 |                 |                 |                 |                 |                 |  |  | John           | John           | John           | John           | John                    | John                    |                         |                         | Muriel di Cawdor        | Muriel di Cawdor        | Muriel di Cawdor | Muriel di Cawdor | Muriel di Cawdor | Muriel di Cawdor |  |  |  |  |  |  |  |  |  |  |  |  |  |  |  |  |  |  |  |  |  |  |  |  |
|                |                |                |                |                |                |  |  |  |  |                                            |                                            |                                            |                                            |                                            |                                            |  |  |                          |                          |                          |                          |                          |                          | Colin 1486ca.-1529                   | Colin 1486ca.-1529                   | Colin 1486ca.-1529                   | Colin 1486ca.-1529                   | Colin 1486ca.-1529                   | Colin 1486ca.-1529                   |                 |                 |                 |                 |                 |                 |  |  | John           | John           | John           | John           | John                    | John                    |                         |                         | Muriel di Cawdor        | Muriel di Cawdor        | Muriel di Cawdor | Muriel di Cawdor | Muriel di Cawdor | Muriel di Cawdor |  |  |  |  |  |  |  |  |  |  |  |  |  |  |  |  |  |  |  |  |  |  |  |  |
|                |                |                |                |                |                |  |  |  |  |                                            |                                            |                                            |                                            |                                            |                                            |  |  |                          |                          |                          |                          |                          |                          |                                      |                                      |                                      |                                      |                                      |                                      |                 |                 |                 |                 |                 |                 |  |  |                |                |                |                |                         |                         |                         |                         |                         |                         |                  |                  |                  |                  |  |  |  |  |  |  |  |  |  |  |  |  |  |  |  |  |  |  |  |  |  |  |  |  |
|                |                |                |                |                |                |  |  |  |  |                                            |                                            |                                            |                                            |                                            |                                            |  |  |                          |                          |                          |                          |                          |                          | Gillespie Roy Archibald 1507ca.-1558 | Gillespie Roy Archibald 1507ca.-1558 | Gillespie Roy Archibald 1507ca.-1558 | Gillespie Roy Archibald 1507ca.-1558 | Gillespie Roy Archibald 1507ca.-1558 | Gillespie Roy Archibald 1507ca.-1558 |                 |                 |                 |                 |                 |                 |  |  |                |                |                |                | clan Campbell di Cawdor | clan Campbell di Cawdor | clan Campbell di Cawdor | clan Campbell di Cawdor | clan Campbell di Cawdor | clan Campbell di Cawdor |                  |                  |                  |                  |  |  |  |  |  |  |  |  |  |  |  |  |  |  |  |  |  |  |  |  |  |  |  |  |
|                |                |                |                |                |                |  |  |  |  |                                            |                                            |                                            |                                            |                                            |                                            |  |  |                          |                          |                          |                          |                          |                          | Gillespie Roy Archibald 1507ca.-1558 | Gillespie Roy Archibald 1507ca.-1558 | Gillespie Roy Archibald 1507ca.-1558 | Gillespie Roy Archibald 1507ca.-1558 | Gillespie Roy Archibald 1507ca.-1558 | Gillespie Roy Archibald 1507ca.-1558 |                 |                 |                 |                 |                 |                 |  |  |                |                |                |                | clan Campbell di Cawdor | clan Campbell di Cawdor | clan Campbell di Cawdor | clan Campbell di Cawdor | clan Campbell di Cawdor | clan Campbell di Cawdor |                  |                  |                  |                  |  |  |  |  |  |  |  |  |  |  |  |  |  |  |  |  |  |  |  |  |  |  |  |  |
|                |                |                |                |                |                |  |  |  |  |                                            |                                            |                                            |                                            |                                            |                                            |  |  |                          |                          |                          |                          |                          |                          | Archibald 1532/1537-1573             |                                      |                                      |                                      |                                      |                                      |                 |                 |                 |                 |                 |                 |  |  |                |                |                |                |                         |                         |                         |                         |                         |                         |                  |                  |                  |                  |  |  |  |  |  |  |  |  |  |  |  |  |  |  |  |  |  |  |  |  |  |  |  |  |
|                |                |                |                |                |                |  |  |  |  |                                            |                                            |                                            |                                            |                                            |                                            |  |  |                          |                          |                          |                          |                          |                          |                                      |                                      |                                      |                                      |                                      |                                      |                 |                 |                 |                 |                 |                 |  |  |                |                |                |                |                         |                         |                         |                         |                         |                         |                  |                  |                  |                  |  |  |  |  |  |  |  |  |  |  |  |  |  |  |  |  |  |  |  |  |  |  |  |  |
|                |                |                |                |                |                |  |  |  |  |                                            |                                            |                                            |                                            |                                            |                                            |  |  |                          |                          |                          |                          |                          |                          | Colin 1541/1546ca.-1584              |                                      |                                      |                                      |                                      |                                      |                 |                 |                 |                 |                 |                 |  |  |                |                |                |                |                         |                         |                         |                         |                         |                         |                  |                  |                  |                  |  |  |  |  |  |  |  |  |  |  |  |  |  |  |  |  |  |  |  |  |  |  |  |  |
|                |                |                |                |                |                |  |  |  |  |                                            |                                            |                                            |                                            |                                            |                                            |  |  |                          |                          |                          |                          |                          |                          |                                      |                                      |                                      |                                      |                                      |                                      |                 |                 |                 |                 |                 |                 |  |  |                |                |                |                |                         |                         |                         |                         |                         |                         |                  |                  |                  |                  |  |  |  |  |  |  |  |  |  |  |  |  |  |  |  |  |  |  |  |  |  |  |  |  |
|                |                |                |                |                |                |  |  |  |  |                                            |                                            |                                            |                                            |                                            |                                            |  |  |                          |                          |                          |                          |                          |                          |                                      |                                      |                                      |                                      |                                      |                                      |                 |                 |                 |                 |                 |                 |  |  |                |                |                |                |                         |                         |                         |                         |                         |                         |                  |                  |                  |                  |  |  |  |  |  |  |  |  |  |  |  |  |  |  |  |  |  |  |  |  |  |  |  |  |
|                |                |                |                |                |                |  |  |  |  |                                            |                                            |                                            |                                            |                                            |                                            |  |  |                          |                          |                          |                          |                          |                          | Archibald 1575ca.–1638               | Archibald 1575ca.–1638               | Archibald 1575ca.–1638               | Archibald 1575ca.–1638               | Archibald 1575ca.–1638               | Archibald 1575ca.–1638               |                 |                 |                 |                 |                 |                 |  |  | Colin †1650ca. | Colin †1650ca. | Colin †1650ca. | Colin †1650ca. | Colin †1650ca.          | Colin †1650ca.          |                         |                         |                         |                         |                  |                  |                  |                  |  |  |  |  |  |  |  |  |  |  |  |  |  |  |  |  |  |  |  |  |  |  |  |  |
|                |                |                |                |                |                |  |  |  |  |                                            |                                            |                                            |                                            |                                            |                                            |  |  |                          |                          |                          |                          |                          |                          | Archibald 1575ca.–1638               | Archibald 1575ca.–1638               | Archibald 1575ca.–1638               | Archibald 1575ca.–1638               | Archibald 1575ca.–1638               | Archibald 1575ca.–1638               |                 |                 |                 |                 |                 |                 |  |  | Colin †1650ca. | Colin †1650ca. | Colin †1650ca. | Colin †1650ca. | Colin †1650ca.          | Colin †1650ca.          |                         |                         |                         |                         |                  |                  |                  |                  |  |  |  |  |  |  |  |  |  |  |  |  |  |  |  |  |  |  |  |  |  |  |  |  |
|                |                |                |                |                |                |  |  |  |  |                                            |                                            |                                            |                                            |                                            |                                            |  |  |                          |                          |                          |                          |                          |                          | Archibald 1607-1661                  |                                      |                                      |                                      |                                      |                                      |                 |                 |                 |                 |                 |                 |  |  |                |                |                |                |                         |                         |                         |                         |                         |                         |                  |                  |                  |                  |  |  |  |  |  |  |  |  |  |  |  |  |  |  |  |  |  |  |  |  |  |  |  |  |
|                |                |                |                |                |                |  |  |  |  |                                            |                                            |                                            |                                            |                                            |                                            |  |  |                          |                          |                          |                          |                          |                          |                                      |                                      |                                      |                                      |                                      |                                      |                 |                 |                 |                 |                 |                 |  |  |                |                |                |                |                         |                         |                         |                         |                         |                         |                  |                  |                  |                  |  |  |  |  |  |  |  |  |  |  |  |  |  |  |  |  |  |  |  |  |  |  |  |  |
|                |                |                |                |                |                |  |  |  |  |                                            |                                            |                                            |                                            |                                            |                                            |  |  |                          |                          |                          |                          |                          |                          | Archibald 1629–1685                  |                                      |                                      |                                      |                                      |                                      |                 |                 |                 |                 |                 |                 |  |  |                |                |                |                |                         |                         |                         |                         |                         |                         |                  |                  |                  |                  |  |  |  |  |  |  |  |  |  |  |  |  |  |  |  |  |  |  |  |  |  |  |  |  |
|                |                |                |                |                |                |  |  |  |  |                                            |                                            |                                            |                                            |                                            |                                            |  |  |                          |                          |                          |                          |                          |                          |                                      |                                      |                                      |                                      |                                      |                                      |                 |                 |                 |                 |                 |                 |  |  |                |                |                |                |                         |                         |                         |                         |                         |                         |                  |                  |                  |                  |  |  |  |  |  |  |  |  |  |  |  |  |  |  |  |  |  |  |  |  |  |  |  |  |
|                |                |                |                |                |                |  |  |  |  |                                            |                                            |                                            |                                            |                                            |                                            |  |  |                          |                          |                          |                          |                          |                          |                                      |                                      |                                      |                                      |                                      |                                      |                 |                 |                 |                 |                 |                 |  |  |                |                |                |                |                         |                         |                         |                         |                         |                         |                  |                  |                  |                  |  |  |  |  |  |  |  |  |  |  |  |  |  |  |  |  |  |  |  |  |  |  |  |  |
|                |                |                |                |                |                |  |  |  |  | Archibald 1658-1703                        | Archibald 1658-1703                        | Archibald 1658-1703                        | Archibald 1658-1703                        | Archibald 1658-1703                        | Archibald 1658-1703                        |  |  |                          |                          |                          |                          |                          |                          | John                                 | John                                 | John                                 | John                                 | John                                 | John                                 |                 |                 |                 |                 |                 |                 |  |  |                |                |                |                |                         |                         |                         |                         |                         |                         |                  |                  |                  |                  |  |  |  |  |  |  |  |  |  |  |  |  |  |  |  |  |  |  |  |  |  |  |  |  |
|                |                |                |                |                |                |  |  |  |  | Archibald 1658-1703                        | Archibald 1658-1703                        | Archibald 1658-1703                        | Archibald 1658-1703                        | Archibald 1658-1703                        | Archibald 1658-1703                        |  |  |                          |                          |                          |                          |                          |                          | John                                 | John                                 | John                                 | John                                 | John                                 | John                                 |                 |                 |                 |                 |                 |                 |  |  |                |                |                |                |                         |                         |                         |                         |                         |                         |                  |                  |                  |                  |  |  |  |  |  |  |  |  |  |  |  |  |  |  |  |  |  |  |  |  |  |  |  |  |
|                |                |                |                |                |                |  |  |  |  |                                            |                                            |                                            |                                            |                                            |                                            |  |  |                          |                          |                          |                          |                          |                          |                                      |                                      |                                      |                                      |                                      |                                      |                 |                 |                 |                 |                 |                 |  |  |                |                |                |                |                         |                         |                         |                         |                         |                         |                  |                  |                  |                  |  |  |  |  |  |  |  |  |  |  |  |  |  |  |  |  |  |  |  |  |  |  |  |  |
| John 1678-1743 | John 1678-1743 | John 1678-1743 | John 1678-1743 | John 1678-1743 | John 1678-1743 |  |  |  |  | Archibald 1682-1761                        | Archibald 1682-1761                        | Archibald 1682-1761                        | Archibald 1682-1761                        | Archibald 1682-1761                        | Archibald 1682-1761                        |  |  |                          |                          |                          |                          |                          |                          | John 1693-1770                       | John 1693-1770                       | John 1693-1770                       | John 1693-1770                       | John 1693-1770                       | John 1693-1770                       |                 |                 |                 |                 |                 |                 |  |  |                |                |                |                |                         |                         |                         |                         |                         |                         |                  |                  |                  |                  |  |  |  |  |  |  |  |  |  |  |  |  |  |  |  |  |  |  |  |  |  |  |  |  |
| John 1678-1743 | John 1678-1743 | John 1678-1743 | John 1678-1743 | John 1678-1743 | John 1678-1743 |  |  |  |  | Archibald 1682-1761                        | Archibald 1682-1761                        | Archibald 1682-1761                        | Archibald 1682-1761                        | Archibald 1682-1761                        | Archibald 1682-1761                        |  |  |                          |                          |                          |                          |                          |                          | John 1693-1770                       | John 1693-1770                       | John 1693-1770                       | John 1693-1770                       | John 1693-1770                       | John 1693-1770                       |                 |                 |                 |                 |                 |                 |  |  |                |                |                |                |                         |                         |                         |                         |                         |                         |                  |                  |                  |                  |  |  |  |  |  |  |  |  |  |  |  |  |  |  |  |  |  |  |  |  |  |  |  |  |
|                |                |                |                |                |                |  |  |  |  |                                            |                                            |                                            |                                            |                                            |                                            |  |  |                          |                          |                          |                          |                          |                          | John 1723-1806                       |                                      |                                      |                                      |                                      |                                      |                 |                 |                 |                 |                 |                 |  |  |                |                |                |                |                         |                         |                         |                         |                         |                         |                  |                  |                  |                  |  |  |  |  |  |  |  |  |  |  |  |  |  |  |  |  |  |  |  |  |  |  |  |  |
|                |                |                |                |                |                |  |  |  |  |                                            |                                            |                                            |                                            |                                            |                                            |  |  |                          |                          |                          |                          |                          |                          |                                      |                                      |                                      |                                      |                                      |                                      |                 |                 |                 |                 |                 |                 |  |  |                |                |                |                |                         |                         |                         |                         |                         |                         |                  |                  |                  |                  |  |  |  |  |  |  |  |  |  |  |  |  |  |  |  |  |  |  |  |  |  |  |  |  |
|                |                |                |                |                |                |  |  |  |  |                                            |                                            |                                            |                                            |                                            |                                            |  |  |                          |                          |                          |                          |                          |                          |                                      |                                      |                                      |                                      |                                      |                                      |                 |                 |                 |                 |                 |                 |  |  |                |                |                |                |                         |                         |                         |                         |                         |                         |                  |                  |                  |                  |  |  |  |  |  |  |  |  |  |  |  |  |  |  |  |  |  |  |  |  |  |  |  |  |
|                |                |                |                |                |                |  |  |  |  | George William 1768-1839                   | George William 1768-1839                   | George William 1768-1839                   | George William 1768-1839                   | George William 1768-1839                   | George William 1768-1839                   |  |  |                          |                          |                          |                          |                          |                          | John Douglas Edward Henry 1777-1847  | John Douglas Edward Henry 1777-1847  | John Douglas Edward Henry 1777-1847  | John Douglas Edward Henry 1777-1847  | John Douglas Edward Henry 1777-1847  | John Douglas Edward Henry 1777-1847  |                 |                 |                 |                 |                 |                 |  |  |                |                |                |                |                         |                         |                         |                         |                         |                         |                  |                  |                  |                  |  |  |  |  |  |  |  |  |  |  |  |  |  |  |  |  |  |  |  |  |  |  |  |  |
|                |                |                |                |                |                |  |  |  |  | George William 1768-1839                   | George William 1768-1839                   | George William 1768-1839                   | George William 1768-1839                   | George William 1768-1839                   | George William 1768-1839                   |  |  |                          |                          |                          |                          |                          |                          | John Douglas Edward Henry 1777-1847  | John Douglas Edward Henry 1777-1847  | John Douglas Edward Henry 1777-1847  | John Douglas Edward Henry 1777-1847  | John Douglas Edward Henry 1777-1847  | John Douglas Edward Henry 1777-1847  |                 |                 |                 |                 |                 |                 |  |  |                |                |                |                |                         |                         |                         |                         |                         |                         |                  |                  |                  |                  |  |  |  |  |  |  |  |  |  |  |  |  |  |  |  |  |  |  |  |  |  |  |  |  |
|                |                |                |                |                |                |  |  |  |  |                                            |                                            |                                            |                                            |                                            |                                            |  |  |                          |                          |                          |                          |                          |                          | George John Douglas 1823-1900        |                                      |                                      |                                      |                                      |                                      |                 |                 |                 |                 |                 |                 |  |  |                |                |                |                |                         |                         |                         |                         |                         |                         |                  |                  |                  |                  |  |  |  |  |  |  |  |  |  |  |  |  |  |  |  |  |  |  |  |  |  |  |  |  |
|                |                |                |                |                |                |  |  |  |  |                                            |                                            |                                            |                                            |                                            |                                            |  |  |                          |                          |                          |                          |                          |                          |                                      |                                      |                                      |                                      |                                      |                                      |                 |                 |                 |                 |                 |                 |  |  |                |                |                |                |                         |                         |                         |                         |                         |                         |                  |                  |                  |                  |  |  |  |  |  |  |  |  |  |  |  |  |  |  |  |  |  |  |  |  |  |  |  |  |
|                |                |                |                |                |                |  |  |  |  |                                            |                                            |                                            |                                            |                                            |                                            |  |  |                          |                          |                          |                          |                          |                          |                                      |                                      |                                      |                                      |                                      |                                      |                 |                 |                 |                 |                 |                 |  |  |                |                |                |                |                         |                         |                         |                         |                         |                         |                  |                  |                  |                  |  |  |  |  |  |  |  |  |  |  |  |  |  |  |  |  |  |  |  |  |  |  |  |  |
|                |                |                |                |                |                |  |  |  |  | John George Edward Henry Douglas 1845-1914 | John George Edward Henry Douglas 1845-1914 | John George Edward Henry Douglas 1845-1914 | John George Edward Henry Douglas 1845-1914 | John George Edward Henry Douglas 1845-1914 | John George Edward Henry Douglas 1845-1914 |  |  |                          |                          |                          |                          |                          |                          | Archibald                            | Archibald                            | Archibald                            | Archibald                            | Archibald                            | Archibald                            |                 |                 |                 |                 |                 |                 |  |  |                |                |                |                |                         |                         |                         |                         |                         |                         |                  |                  |                  |                  |  |  |  |  |  |  |  |  |  |  |  |  |  |  |  |  |  |  |  |  |  |  |  |  |
|                |                |                |                |                |                |  |  |  |  | John George Edward Henry Douglas 1845-1914 | John George Edward Henry Douglas 1845-1914 | John George Edward Henry Douglas 1845-1914 | John George Edward Henry Douglas 1845-1914 | John George Edward Henry Douglas 1845-1914 | John George Edward Henry Douglas 1845-1914 |  |  |                          |                          |                          |                          |                          |                          | Archibald                            | Archibald                            | Archibald                            | Archibald                            | Archibald                            | Archibald                            |                 |                 |                 |                 |                 |                 |  |  |                |                |                |                |                         |                         |                         |                         |                         |                         |                  |                  |                  |                  |  |  |  |  |  |  |  |  |  |  |  |  |  |  |  |  |  |  |  |  |  |  |  |  |
|                |                |                |                |                |                |  |  |  |  |                                            |                                            |                                            |                                            |                                            |                                            |  |  |                          |                          |                          |                          |                          |                          | Niall Diarmid 1872-1949              |                                      |                                      |                                      |                                      |                                      |                 |                 |                 |                 |                 |                 |  |  |                |                |                |                |                         |                         |                         |                         |                         |                         |                  |                  |                  |                  |  |  |  |  |  |  |  |  |  |  |  |  |  |  |  |  |  |  |  |  |  |  |  |  |
|                |                |                |                |                |                |  |  |  |  |                                            |                                            |                                            |                                            |                                            |                                            |  |  |                          |                          |                          |                          |                          |                          |                                      |                                      |                                      |                                      |                                      |                                      |                 |                 |                 |                 |                 |                 |  |  |                |                |                |                |                         |                         |                         |                         |                         |                         |                  |                  |                  |                  |  |  |  |  |  |  |  |  |  |  |  |  |  |  |  |  |  |  |  |  |  |  |  |  |
|                |                |                |                |                |                |  |  |  |  |                                            |                                            |                                            |                                            |                                            |                                            |  |  |                          |                          |                          |                          |                          |                          | Ian 1903-1973                        |                                      |                                      |                                      |                                      |                                      |                 |                 |                 |                 |                 |                 |  |  |                |                |                |                |                         |                         |                         |                         |                         |                         |                  |                  |                  |                  |  |  |  |  |  |  |  |  |  |  |  |  |  |  |  |  |  |  |  |  |  |  |  |  |
|                |                |                |                |                |                |  |  |  |  |                                            |                                            |                                            |                                            |                                            |                                            |  |  |                          |                          |                          |                          |                          |                          |                                      |                                      |                                      |                                      |                                      |                                      |                 |                 |                 |                 |                 |                 |  |  |                |                |                |                |                         |                         |                         |                         |                         |                         |                  |                  |                  |                  |  |  |  |  |  |  |  |  |  |  |  |  |  |  |  |  |  |  |  |  |  |  |  |  |
|                |                |                |                |                |                |  |  |  |  |                                            |                                            |                                            |                                            |                                            |                                            |  |  |                          |                          |                          |                          |                          |                          | Ian 1937-2001                        |                                      |                                      |                                      |                                      |                                      |                 |                 |                 |                 |                 |                 |  |  |                |                |                |                |                         |                         |                         |                         |                         |                         |                  |                  |                  |                  |  |  |  |  |  |  |  |  |  |  |  |  |  |  |  |  |  |  |  |  |  |  |  |  |
|                |                |                |                |                |                |  |  |  |  |                                            |                                            |                                            |                                            |                                            |                                            |  |  |                          |                          |                          |                          |                          |                          |                                      |                                      |                                      |                                      |                                      |                                      |                 |                 |                 |                 |                 |                 |  |  |                |                |                |                |                         |                         |                         |                         |                         |                         |                  |                  |                  |                  |  |  |  |  |  |  |  |  |  |  |  |  |  |  |  |  |  |  |  |  |  |  |  |  |
|                |                |                |                |                |                |  |  |  |  |                                            |                                            |                                            |                                            |                                            |                                            |  |  |                          |                          |                          |                          |                          |                          | Torquhil 1968                        |                                      |                                      |                                      |                                      |                                      |                 |                 |                 |                 |                 |                 |  |  |                |                |                |                |                         |                         |                         |                         |                         |                         |                  |                  |                  |                  |  |  |  |  |  |  |  |  |  |  |  |  |  |  |  |  |  |  |  |  |  |  |  |  |
|                |                |                |                |                |                |  |  |  |  |                                            |                                            |                                            |                                            |                                            |                                            |  |  |                          |                          |                          |                          |                          |                          |                                      |                                      |                                      |                                      |                                      |                                      |                 |                 |                 |                 |                 |                 |  |  |                |                |                |                |                         |                         |                         |                         |                         |                         |                  |                  |                  |                  |  |  |  |  |  |  |  |  |  |  |  |  |  |  |  |  |  |  |  |  |  |  |  |  |
|                |                |                |                |                |                |  |  |  |  |                                            |                                            |                                            |                                            |                                            |                                            |  |  |                          |                          |                          |                          |                          |                          |                                      |                                      |                                      |                                      |                                      |                                      |                 |                 |                 |                 |                 |                 |  |  |                |                |                |                |                         |                         |                         |                         |                         |                         |                  |                  |                  |                  |  |  |  |  |  |  |  |  |  |  |  |  |  |  |  |  |  |  |  |  |  |  |  |  |
|                |                |                |                |                |                |  |  |  |  |                                            |                                            |                                            |                                            |                                            |                                            |  |  | Archibald Frederick 2004 | Archibald Frederick 2004 | Archibald Frederick 2004 | Archibald Frederick 2004 | Archibald Frederick 2004 | Archibald Frederick 2004 |                                      |                                      |                                      |                                      |                                      |                                      | Rory James 2006 | Rory James 2006 | Rory James 2006 | Rory James 2006 | Rory James 2006 | Rory James 2006 |  |  |                |                |                |                |                         |                         |                         |                         |                         |                         |                  |                  |                  |                  |  |  |  |  |  |  |  |  |  |  |  |  |  |  |  |  |  |  |  |  |  |  |  |  |

## Branche
- Campbell di Aberuchill
- Campbell di Ardkinglas
- Campbell di Argyll
- Campbell di Auchinbreck
- Campbell di Barbreck (Old)
- Campbell di Barcaldine
- Campbell di Breadalbane e Holland
- Campbell di Carrick Bouy
- Campbell di Cawdor
- Campbell di Craignish
- Campbell di Dunstaffnage
- Campbell di Duntroon
- Campbell di Gartsford
- Campbell di Glenorchy
- Campbell di Inverawe
- Campbell di Inverneill
- Campbell di Kenmore and Melfort
- Campbell di Lochnell
- Campbell di Loudoun
- Campbell di Lundie (Old)
- Campbell di Marchmont
- Campbell di Ormidale (Old)
- Campbell di Otter (Old)
- Campbell di Possil
- Campbell di Skipness
- Campbell di Strachurr
- Campbell di Succoth